# Le Malzieu-Forain
Le Malzieu-Forain är en kommun i departementet Lozère i regionen Occitanien i södra Frankrike. Kommunen ligger i kantonen Le Malzieu-Ville som tillhör arrondissementet Mende. År 2022 hade Le Malzieu-Forain 491 invånare.

## Befolkningsutveckling
Antalet invånare i kommunen Le Malzieu-Forain
| Referens: INSEE |